# Norsk biografisk leksikon
Norsk biografisk leksikon (NBL) är ett norskt biografiskt lexikon, som utkommit i två upplagor. 
Verkets första upplaga (NBL1) utkom under åren 1921–1983, med allt som allt 19 band och 5 102 artiklar. Utgivare var Aschehoug och verket utgavs med ekonomiskt stöd från norska staten.
Den andra upplagan i tio band utgavs av Kunnskapsforlaget 1999-2005. Huvudredaktionen bestod av Knut Helle, Guri Hjeltnes, Even Lange, Lucy Smith och Lars Walløe, och projektledare var Jon Gunnar Arntzen. Projektet delfinansierades av norska kulturdepartementet och Institusjonen Fritt Ord.
Norsk biografisk leksikons andra upplaga finns på nätet som fördjupningsartiklar ("utdypning") i Store norske leksikon, men dess artiklar är inte, till skillnad från de flesta artiklarna i Store norske leksikon, fria att sprida enligt Creative Commons (CC BY-SA).

## Utgivningstidspunkter
Nedan följer utgivningsår för de enskilda delarna i verket:
1. Abel−Bruusgaard: 1999
2. Bry−Ernø: 2000
3. Escholt−Halvdan: 2001
4. Halvorsen−Ibsen: 2001
5. Ihlen−Larsson: 2002
6. Lassen−Nitter: 2003
7. Njøs−Samuelsen: 2003
8. Sand−Sundquist: 2004
9. Sundt−Wikborg: 2005
10. Wilberg−Aavik: 2005